# Acanthotoca graefii
Acanthotoca graefii là một loài bướm đêm trong họ Geometridae.